# Veilsdorfer Kupfermarke

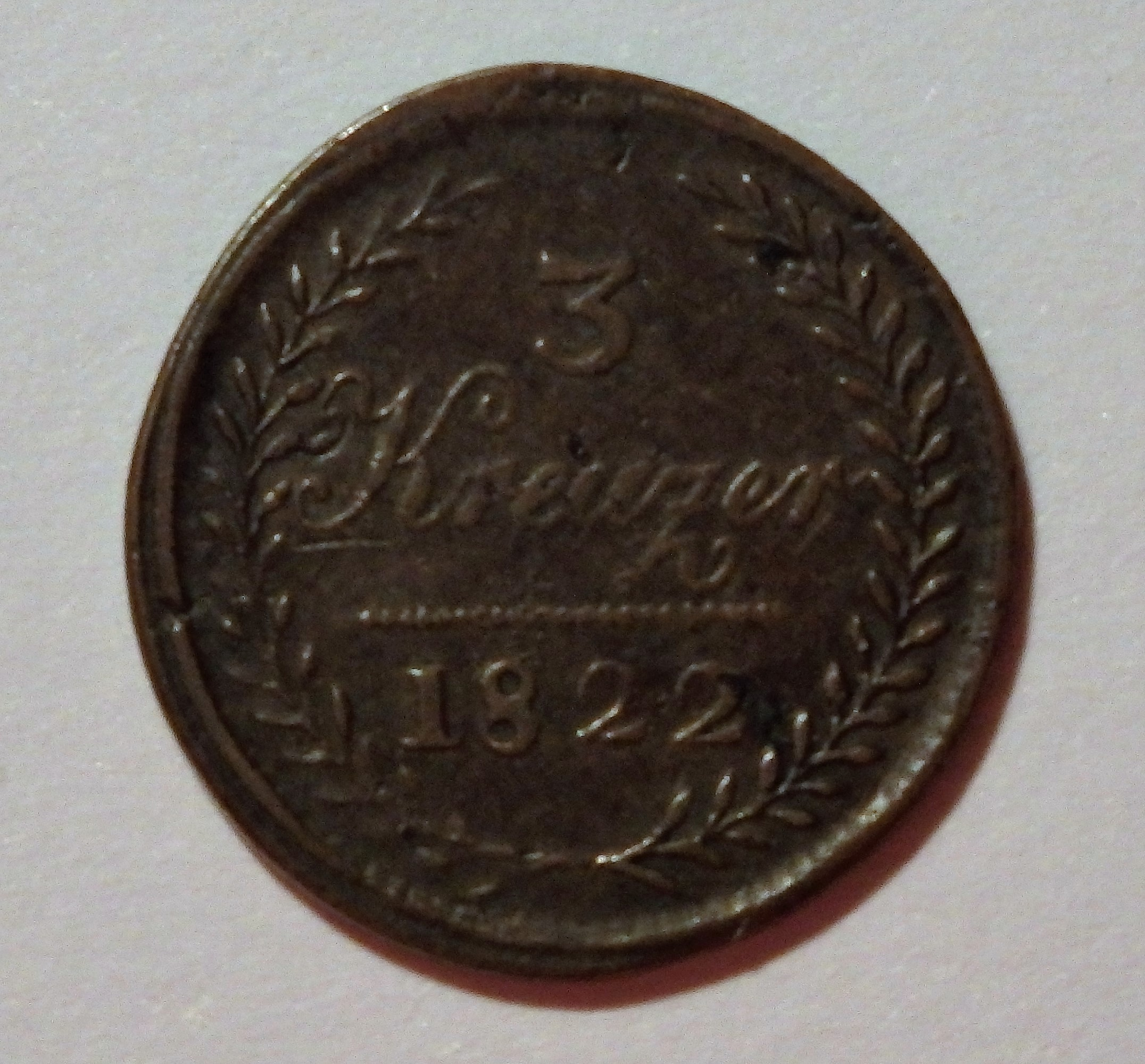
Veilsdorfer Kupfermarke im Wert von 3 Kreuzern, Jahr 1822

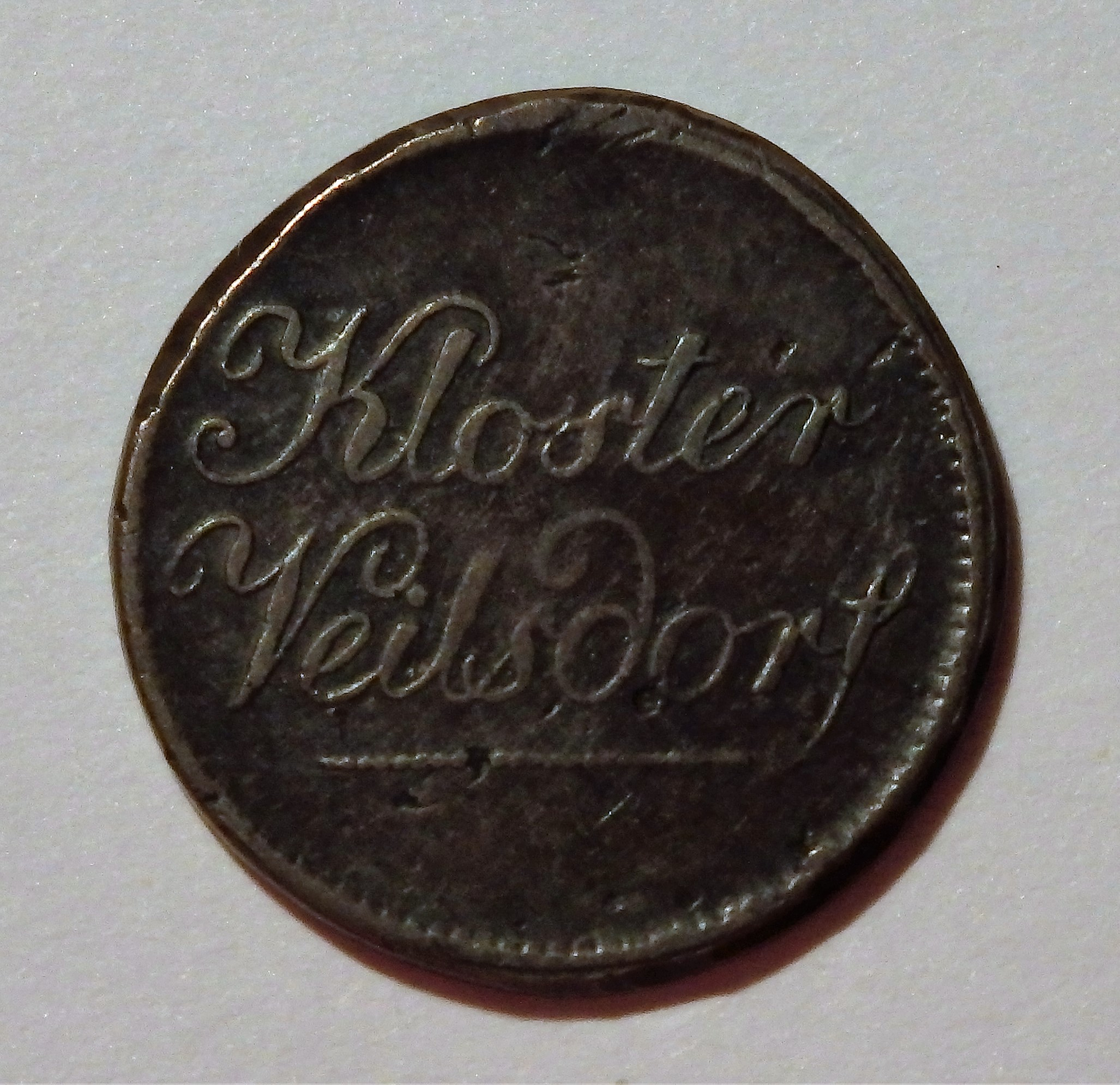
Rückseite der Veilsdorfer Kupfermarke

Die Veilsdorfer Kupfermarken waren ein sogenanntes „Fabrikgeld“, das vom Porzellanwerk Kloster Veilsdorf im sogenannten Trucksystem im Jahr 1822 herausgegeben wurde. Es handelte sich nicht um reguläres Geld, da es kein allgemein anerkanntes Zahlungsmittel, sondern nur ein Geldersatzmittel war. Deshalb handelt es sich mangels hoheitlicher Legitimation auch nicht um Münzen, auch wenn die Wertangabe in Kreuzern dies suggeriert. Fabrikgeld war ein wesentlicher Bestandteil der Entlohnung der Arbeiter. Mit diesen Marken konnte grundsätzlich nur in Läden und Kantinen des Werkbesitzers eingekauft werden, der seinen Gewinn damit maximieren konnte. Diese Praxis wurde in der zweiten Hälfte des 19. Jahrhunderts weitgehend gesetzlich unterbunden. Von dem Verbot nicht umfasst sind Verzehrmarken, die nicht als Arbeitslohn ausgezahlt, sondern zuvor bezahlt werden. Zeitweilig sollen die Veilsdorfer Kupfermarken nicht nur im innerbetrieblichen Zahlungsverkehr, sondern auch in der Umgebung des Klosters Veilsdorf an Stelle von regulärem Kleingeld umgelaufen sein. Zeitweilig sollen sie sogar auf Akzeptanz über die Landesgrenzen von Sachsen-Hildburghausen hinaus gestoßen sein.